# Calomyrmex splendidus
Calomyrmex splendidus är en myrart som först beskrevs av Mayr 1876.  Calomyrmex splendidus ingår i släktet Calomyrmex och familjen myror.

## Underarter
Arten delas in i följande underarter:
- C. s. mutans
- C. s. splendidus
- C. s. viridiventris